# Siobhán Donaghy
Siobhán Emma Donaghy (n. 14 iunie 1984, Londra, Anglia, Regatul Unit) este o cântăreață engleză de origine irlandeză, fondatoare a grupului Sugababes.
În 2001, a fost înlocuită în această formație de către Heidi Range. În 2012 s-a reunit cu Mutya Buena și Keisha Buchanan sub un nou proiect muzical numit MKS (Mutya Keisha Siobhan). După lungi lupte legale, cele trei membre fondatoare Sugababes și-au recăpătat numele în 2019, activând și în prezent.